# Matt Jardine
Matthew Alan Jardine (Big Sur, 9 dicembre 1966) è un cantante e musicista statunitense.
È principalmente noto per essere un collaboratore dei Beach Boys. Egli è figlio di Al Jardine, uno dei membri fondatori del gruppo.

## Carriera
Matt Jardine è figlio di Al Jardine. Egli comincia fin da piccolo ad entrare in contatto con il mondo della musica. 
I suoi primi lavori per i Beach Boys sono nell’album M.I.U Album del 1978, dove contribuisce con i cori al singolo Come Go with Me. Da allora Matt ha continuato a contribuire a diversi album dei Beach Boys e dei membri solisti del gruppo, diventando inoltre membro della band di supporto di Brian Wilson, fino al suo ritiro dalle scene avvenuto nel 2022.
Al 2023, Matt continua ad esibirsi con il padre nel gruppo “Al Jardine and his Endless Summer Band”.

## Discografia

### Con i Beach Boys

#### Studio
- M.I.U. Album (1978)
- Still Cruisin' (1989)
- Summer in Paradise (1992)
- Stars and Stripes Vol. 1 (1996)

#### Live
Songs from Here & Back (2006)

### Con Al Jardine
- Live in Las Vegas (2001) - album live
- A Postcard from California (2010)

### Con Brian Wilson
- No Pier Pressure (2015)